# Homo ergaster
Homo ergaster er en uddød art i slægten Homo, der levede i det østlige og sydlige Afrika i begyndelsen af Pleistocæn for omkring 1,9 – 1,3 millioner år siden. Det er et af de tidligste medlemmer af slægten Homo, der muligvis nedstammer fra eller deler en fælles forfader med Homo habilis.
Homo ergaster havde et kranievolumen på mellem 750 og 800 cm³ (menesket 1260 - 1130 cm³) og mindre grad af seksuel dimorfisme end tidligere hominider. Homo ergaster antages at have været ca. 180 cm høj.
Tilføjelsen ergaster kommer fra det græske ord for "arbejder". Navnet blev valgt efter at man havde fundet flere værktøjer, såsom stenøkser m.v. i nærheden af skeletdele efter Homo ergaster. Brændte dyreknogler og rester af lejrpladser tyder på, at de også beherskede ild.
Homo ergaster er sandsynligvis stamfaderen til de senere Homo erectus og arkaisk Homo sapiens, og er derved en af det moderne menneskes direkte forfædre. Arten bliver anset som en mellemform mellem de tidlige primitive Homo habilis og de senere Homo-arter.

## Eksterne links
- Wikimedia Commons har flere filer relateret til Homo ergaster

- Wikispecies har taksonomi med forbindelse til  Homo ergaster